# Učitelka (film)
Učitelka je slovensko-český film režiséra Jana Hřebejka z roku 2016. Světová premiéra filmu proběhla na Mezinárodním filmovém festivalu v Karlových Varech, kde byl zařazen v hlavní soutěži.

## Děj
Příběh filmu se odehrává roku 1983. V jedné předměstské základní škole se potká ředitelka s rodiči dětí jedné z tříd. Spolu s nimi pak hledá způsob, jak se zbavit učitelky, bezdětné vdovy po vysokém armádním důstojníkovi. Z průběhu rodičovské schůzky postupně vyplyne, jakým způsobem si učitelka podrobuje rodiny svých žáků a manipuluje celým okolím.
Režisér Jan Hřebejk o filmu:
„Mohl by to být zajímavý a originální film, který by byl naprosto pečlivou a pro vnímavého diváka strhující analýzou, jak společnost dokáže být postupně umrtvena a zastrašena až k beznaději, že jde cokoli změnit. O kolektivní letargii, která může zavinit tragédii. A o naději, kterou v sobě nese odmítnutí lhostejného přihlížení a překonání vlastního strachu.“

## Produkce
Film vznikl ve slovensko-české koprodukci společností PubRes (SR) a OFFSIDEMEN (ČR) s Rozhlasem a televizí Slovenska a Českou televizí.

## Ocenění
Na 51. ročníku Mezinárodního filmového festivalu Karlovy Vary získala herečka Zuzana Mauréry‎ Cenu za nejlepší herecký výkon za roli v tomto filmu.

## Uvedení v zahraničí
Film byl uveden na festivalu v Tokiu a dalších zhruba 15 zahraničních festivalech. V září 2017 vstoupil do americké, kanadské, argentinské, estonské a italské distribuce, je v plánu také francouzská. Pozornosti se filmu dostalo i na BBC a scénář si vyžádala Knihovna Akademie filmových umění a věd.

## Recenze
- Mirka Spáčilová, iDNES.cz